# Mungava eleotridis
Mungava eleotridis is een mosselkreeftjessoort uit de familie van de Candonidae. De wetenschappelijke naam van de soort is voor het eerst geldig gepubliceerd in 1962 door Harding.